# Соломенское кладбище (Киев)
Соло́менское кла́дбище (укр. Солом'янське кладовище) — некрополь в Киеве, расположенный на Соломенке, с нечётной стороны Воздухофлотского проспекта.

## Описание
Площадь — 12,048 га, количество похороненных 10 888. Адрес: улица Соломенская, 2.

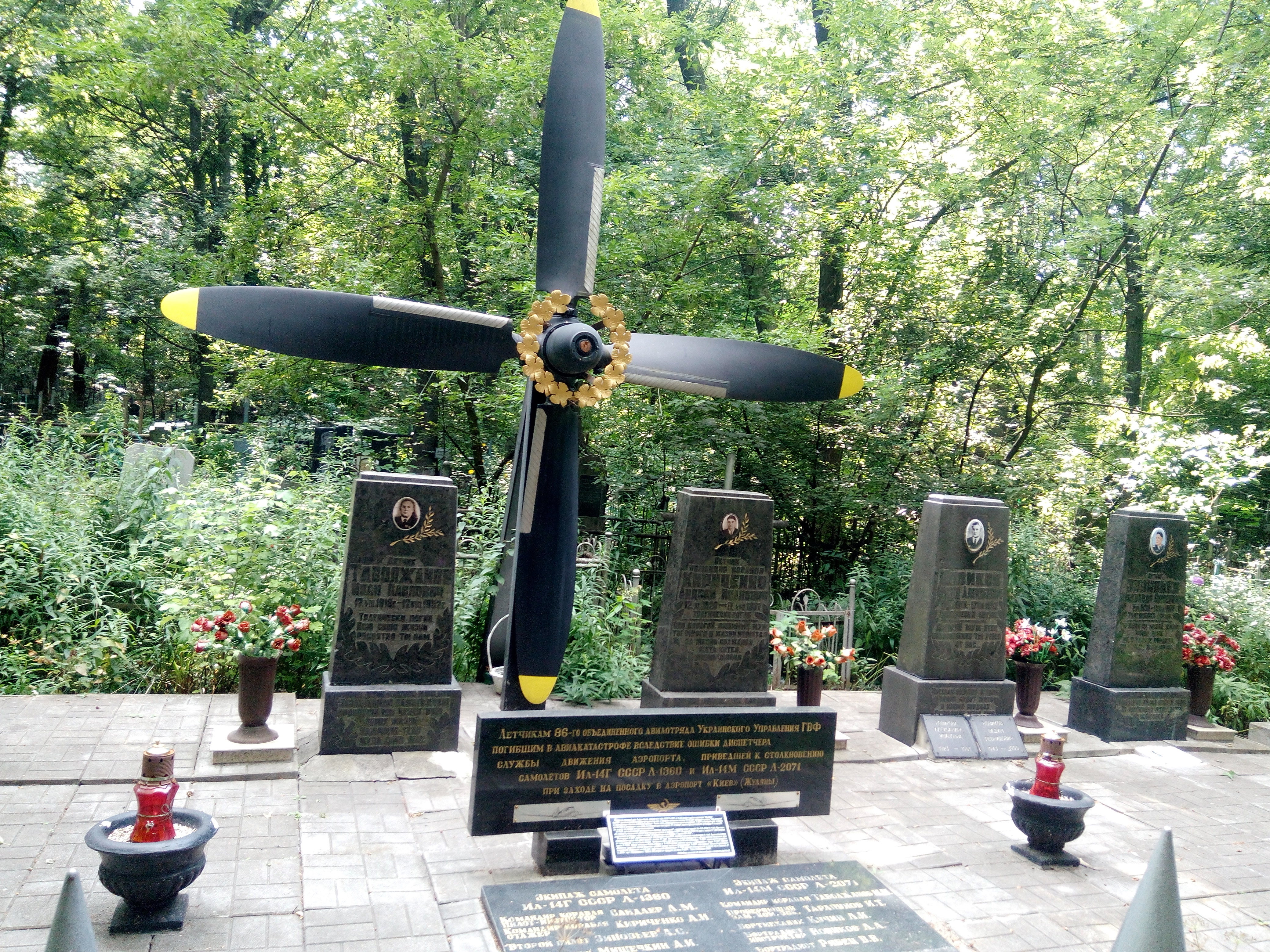
Мемориал погибших в 1957 г. лётчиков

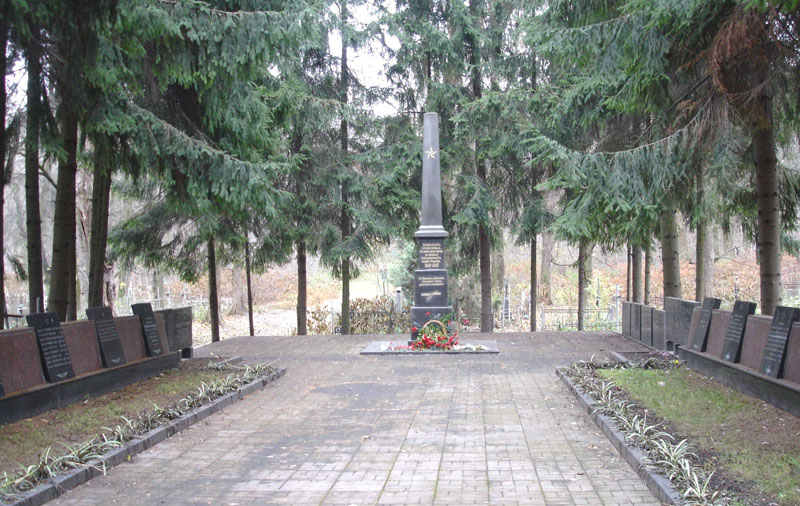
Мемориал на братской могиле героев Великой Отечественной войны

Основано в 1880-х годах вместо расположенного в долине Лыбеди Старого Соломенского (Паньковского) кладбища, которое действовало с 1832 года и было ликвидировано, так как оказалось на территории железной дороги. На новом кладбище, кроме жителей Соломенки, хоронили умерших преподавателей и учеников Кадетского корпуса. В 1915 году был отведён участок для захоронения военных, умерших от ран, полученных в сражениях Первой мировой войны. В послереволюционное время здесь похоронили профессоров Духовной академии Петра Кудрявцева и Василия Экземплярского, архитектора Василия Осьмака. В 1957 году на этом кладбище были захоронены лётчики, погибшие при катастрофе двух самолётов Ил-14 над аэропортом Жуляны в результате халатности диспетчеров.
Кладбище закрыто решением Исполкома Киевского горсовета № 182 от 27 января 1959 года. В 1980-х годах три участка кладбища отвели под застройку. В 2005 году Соломенский некрополь, в связи с завершением кладбищенского периода, открыт для повторного захоронения (установка гробов в семейные могилы).
На кладбище находятся две братские могилы штатских киевлян — погибших во время обороны Киева в 1941 году и замученных в гестапо. С 1943 по 1975 годы здесь хоронили участников Великой Отечественной войны, к 30-летию освобождения Украины от гитлеровцев (в 1974 году) обустроена братская могила и сооружён мемориал.
Ныне многие участки некрополя находятся в полузаброшенном состоянии.